# L'Escola Vella (Corbera de Llobregat)
L'Escola Vella és un edifici de Corbera de Llobregat (Baix Llobregat) inclòs en l'Inventari del Patrimoni Arquitectònic de Catalunya.

## Descripció
És una casa del poble antic de Corbera, amb l'entrada en un reclau del carrer Major. Tenia portal rodó que es va retallar en llinda en ser utilitzada com Escola. La finestra i les pedres tallades fan intuir, a falta de dades, que la construcció es va fer pels volts dels segles XVI-XVII.

## Història
Antigament la casa havia estat hostal. Al seu entorn i al mateix costat del carrer Major hi havia cellers d'oli i de vi i magatzems de cereals i altres dipòsits de llenya i alfals i altres productes agrícoles.